# ست الوزراء التنوخية
ستّ الوزراء التنوخيّة (624 – 717 هـ) عالمة حديث شامية من القرن الثامن. كانت آخر تلاميذ أبو عبد الله الحسين بن أبي بكر المبارك الزبيدي وأبي المنجّى بن اللاطي. جنبا إلى جنب مع مع أسلافها بارزة -أم الدرداء وفاطمة بنت عبد الملك بن مروان، زوجة الخليفة الورع عمر بن عبد العزيز، وهي تمثل ما يسميه محمد أكرم الندوي منحة الحديث من بلاد الشام.

## نبذة
ست الوزراء بنت عمر بن أسعد ابن المنجّى التنوخية الحنبلية، تكنى: أم محمد، أم عبد الله، وتدعى بوزيرة: فقيهة محدّثة. دمشقية المولد والوفاة. أخذت صحيح البخاري عن أبي عبد الله الزبيدي، وحدّثت به، وبمسند الشافعيّ، في دمشق، ثم بمصر سنة 705هـ عدة مرات.

## المولد
ولدت الشيخة بدمشق في أول سنة أربع وعشرين وستمائة (624هـ)، وهذا ما أجمع عليه المؤرخون إلا الشيخ شمس الدين الجزري في تاريخه الذي حدد سنة مولدها بسنة ثلاث وعشرين وستمائة.

## لقب مشرف «ست»
وتجدر الإشارة إلى أن الكلمة العربية «ست» لا تعني الاسم الشخصي. إنها تعني تحية محترمة كسيدة تُنسب عادةً إلى الأدوار الأنثوية أو إلى النساء اللواتي لديهن بعض المواهب الاستثنائية في العلوم. على سبيل المثال، حملت ملكة السلالة الفاطمية في مصر عام 980 لقب ست الملك. كانت ست القضاة (حرفياً، رئيسة القضاة) خبيرة في الحديث والفقه، وعاشت في دمشق في القرن الرابع عشر. كما أن ست العرب وست العجم عاشتا في نفس القرن وهن من الخبراء المرموقين في الحديث.
في مصدر آخر، سُميت باسم أطول ست الوزارء بنت عمر بن المنجى، أي أنها ابنة عمر بن المنجى.

## العالمية

### رواية الأحاديث منصحيح البخاري
لقد مارست ست الوزارة تفانيًا استثنائيًا وثباتًا وقدرة على التحمل في التدريس. اشتهرت في دمشق بتعليمها صحيح البخاري، المجموعة الأصلية للأحاديث (التي تضمنت أكثر من 7000 حديث قبلها بالإجماع علماء المسلمين السنة في عصره). والدليل على دورها الكبير في رواية الأحاديث يظهر في العنوان الرئيسي على صفحة العنوان المزخرفة لصحيح البخاري (مؤرخة بالقرن الثامن)، والتي نصت على أن رواية الفرابري الإسناد من ست الوزراء. وبمعنى آخر، فقد سمع الراوي سلسلة المرسلين مع أحاديث ست الوزراء.
الندوي في المحدثات:«أكدت العالمات في الإسلام مصادفة مثيرة للاهتمام بخصوص ست الوزراء أنها كانت آخر نساء العالم روين الأحاديث عن صحيح البخاري عن الزديبي وتوفيت عام 716 وعائشة. بنت محمد بن عبد الهادي المقدسية ، التي توفيت بعد مائة عام ، كانت أعلى من هذه الصفة التي لم يصل إليها أحد حتى بين الرجال» 

## إرث طويل الأمد
طوال حياتها، كان لدى ست الوزراء الكثير من الطلاب، ومن بينهم الرجال العاديون والنبلاء. عاشت أكثر من تسعين عامًا. وكما روى ابن كثير، كانت تدرس حتى آخر نفس، لآخر يوم في حياتها الطويلة.

## أقوال عنها
عرّفها المقريزي ب«المسندة المعمرة». وقال ابن تغري بردي:«صارت رُحْلة زمانها ورحل إليها من الأقطار» . وقال ابن العماد:«مسندة الوقت، كانت على خير عظيم».
وصفها تلميذها الذهبي بأنها: «مسندة الوقت»، ثم قال: «وكانت على خير».
وقال الصفدي: «ست الوزراء الشيخة الصالحة المعمرة مسندة الوقت… وكانت ثابتة، طويلة الروح على طول المواعيد»

## الوفاة
توفيت ليلة الخميس ثامن عشر شعبان ودفنت بتربتهم فوق جامع المظفري بقاسيون.